# Fußball-Club Sachsen Leipzig 1990 2003-2004
Questa voce raccoglie le informazioni riguardanti la società calcistica tedesca Fußball-Club Sachsen Leipzig 1990 nelle competizioni ufficiali della stagione 2003-2004.

## Stagione
Nella stagione 2003-2004 il Sachsen Lipsia, allenato da Jürgen Raab, Hans-Jörg Leitzke, Harry Pleß e Nico Quade, concluse il campionato di Regionalliga nord al 17º posto e fu retrocesso in Oberliga.

## Rosa
| N. |                                | Ruolo | Calciatore       |
| -- | ------------------------------ | ----- | ---------------- |
| 1  | Germania (bandiera)            | P     | Marco Eckstein   |
| 2  | Germania (bandiera)            | D     | Hagen Schmidt    |
| 3  | Germania (bandiera)            | D     | Florian Korb     |
| 3  | Germania (bandiera)            | A     | Markus Richter   |
| 4  | Germania (bandiera)            | C     | Ronny Thielemann |
| 5  | Germania (bandiera)            | C     | Kevin Kittler    |
| 6  | Germania (bandiera)            | D     | Roman Müller     |
| 7  | Serbia e Montenegro (bandiera) | D     | Radiša Radojičić |
| 8  | Germania (bandiera)            | C     | René Stark       |
| 9  | Russia (bandiera)              | A     | Denis Koslov     |
| 10 | Germania (bandiera)            | C     | Heiko Cramer     |
| 11 | Germania (bandiera)            | A     | Mark Zimmermann  |
| 12 | Germania (bandiera)            | C     | Daniel Ferl      |
| 13 | Germania (bandiera)            | D     | Danny Bach       |
| 14 | Rep. Ceca (bandiera)           | A     | Petr Němec       |
| 15 | Germania (bandiera)            | C     | Nico Kanitz      |

| N. |                                 | Ruolo | Calciatore         |
| -- | ------------------------------- | ----- | ------------------ |
| 16 | Germania (bandiera)             | C     | Markus Kraiczy     |
| 17 | Germania (bandiera)             | A     | Ronny Kujat        |
| 18 | Germania (bandiera)             | D     | Tobias Friedrich   |
| 19 | Germania (bandiera)             | D     | David Bergner      |
| 20 | Germania (bandiera)             | C     | Patrick Falk       |
| 21 | Germania (bandiera)             | P     | Daniel Lippmann    |
| 22 | Germania (bandiera)             | P     | Michael Rechner    |
| 23 | Germania (bandiera)             | C     | Piet Schönberg     |
| 24 | Austria (bandiera)              | D     | Johannes Grissmann |
| 25 | Bosnia ed Erzegovina (bandiera) | C     | Almedin Civa       |
| 26 | Belgio (bandiera)               | C     | Giuseppe Canale    |
| 27 | Germania (bandiera)             | C     | Richard Baum       |
| 28 | Germania (bandiera)             | D     | Mario Neunaber     |
| 29 | Germania (bandiera)             | A     | Sebastian Seifert  |
| 36 | Germania (bandiera)             | A     | Jens Paeslack      |

## Organigramma societario
Area tecnica
- Allenatore: Nico Quade
- Allenatore in seconda:
- Preparatore dei portieri:
- Preparatori atletici:
- Analisi video:

## Calciomercato

### Sessione estiva
| Acquisti | Acquisti        | Acquisti             | Acquisti |
| R.       | Nome            | da                   | Modalità |
| -------- | --------------- | -------------------- | -------- |
| D        | Danny Bach      | Rot-Weiß Erfurt      |          |
| C        | Daniel Ferl     | Alemannia Aquisgrana |          |
| A        | Denis Koslov    | Dinamo Dresda        |          |
| P        | Michael Rechner | Waldhof Mannheim     |          |
| C        | René Stark      | Hallescher           |          |
| A        | Mark Zimmermann | Alemannia Aquisgrana |          |

| Cessioni | Cessioni          | Cessioni             | Cessioni |
| R.       | Nome              | a                    | Modalità |
| -------- | ----------------- | -------------------- | -------- |
| C        | Stefan Bloß       | VfB Pößneck          |          |
| A        | Sebastian Hänsel  | Carl Zeiss Jena      |          |
| C        | Felix Hesse       | VfL Halle 1896       |          |
| D        | Christoph Höche   | Falkensee-Finkenkrug |          |
| A        | Velibor Kopunović | Kapfenberger         |          |
| D        | Uwe Kramer        | VfB Auerbach         |          |
| A        | Christian Pafel   | Zwickau              |          |
| C        | Mathias Polten    | Eilenburg            |          |
| C        | Frank Rietschel   | Budissa Bautzen      |          |

### Sessione invernale
| Acquisti | Acquisti           | Acquisti          | Acquisti |
| R.       | Nome               | da                | Modalità |
| -------- | ------------------ | ----------------- | -------- |
| D        | Mario Neunaber     | Werder Brema II   |          |
| C        | Richard Baum       | Lokomotive Lipsia |          |
| C        | Giuseppe Canale    | Paderborn         |          |
| C        | Almedin Civa       | Lokomotive Lipsia |          |
| C        | Patrick Falk       | Kickers Offenbach |          |
| D        | Johannes Grissmann | SW Bregenz        |          |
| A        | Jens Paeslack      | Borussia Fulda    |          |

| Cessioni | Cessioni    | Cessioni          | Cessioni |
| R.       | Nome        | a                 | Modalità |
| -------- | ----------- | ----------------- | -------- |
| C        | Tom Geißler | Wacker Burghausen |          |

## Risultati

### Regionalliga

#### Girone di andata
| Arbitro: | Anklam |

|  |           |                          |
|  | Marcatori | 27’ Meißner 45’ Wächtler |

| Arbitro: | Otte |

|                     |           |            |
| Gerov 78’ Dobrý 85’ | Marcatori | 90’ Koslov |

| Arbitro: | Schriever |

|  |           |                      |
|  | Marcatori | 53’ Delura 89’ Iyodo |

| Arbitro: | Schempershauwe |

|                                               |           |                                              |
| Hoffmann 9’ Odonkor 62’ Gambino 75’ Şirin 90’ | Marcatori | 10’ Müller 40’ Koslov 66’ Cramer 78’ Geißler |

| Arbitro: | Meyer |

|                                   |           |           |
| Küsters 17’ (rig.) Milde 20’, 39’ | Marcatori | 8’ Koslov |

| Arbitro: | Frank |

|            |           |              |
| Koslov 32’ | Marcatori | 67’ Federico |

| Arbitro: | Winkmann |

|                      |           |           |
| Lenze 11’ Wittke 25’ | Marcatori | 3’ Koslov |

| Arbitro: | Kinhöfer |

|                                 |           |         |
| Zimmermann 12’, 26’ Geißler 82’ | Marcatori | 1’ Beck |

| Arbitro: | Czech |

|                   |           |            |
| Feldhoff 30’, 57’ | Marcatori | 45’ Koslov |

| Arbitro: | Gagelmann |

|            |           |                    |
| Koslov 49’ | Marcatori | 79’ Mazingu-Dinzey |

| Arbitro: | Steinhaus-Webb |

|                               |           |                          |
| Löbe 40’ Katriniok 83’ (rig.) | Marcatori | 4’ Kujat 75’, 85’ Koslov |

| Arbitro: | Seemann |

|                           |           |           |
| Zimmermann 49’ Kanitz 90’ | Marcatori | 89’ Nwosu |

| Arbitro: | Aust |

|             |           |  |
| Beuchel 59’ | Marcatori |  |

| Arbitro: | Fröhlich |

|                                        |           |  |
| Geißler 15’, 56’ Bergner 73’ Kujat 90’ | Marcatori |  |

| Arbitro: | Gräfe |

|           |           |            |
| Hanke 37’ | Marcatori | 30’ Koslov |

| Arbitro: | Kasper |

|          |           |           |
| Bach 14’ | Marcatori | 84’ Hardt |

| Arbitro: | Jauch |

|                      |           |  |
| Köhler 56’, 58’, 60’ | Marcatori |  |

#### Girone di ritorno
| Arbitro: | Hoyzer |

|             |           |             |
| Göhlert 90’ | Marcatori | 46’ Geißler |

| Lipsia 6 dicembre 2003, ore 13:00 CET 19ª giornata | Sachsen Lipsia | 0 – 0 referto | Paderborn | Alfred-Kunze-Sportpark (3 678 spett.)\| Arbitro: \| Schriever \| |
| Arbitro:                                           | Schriever      |               |           |                                                                  |

| Arbitro: | Henschel |

|            |           |            |
| Varela 28’ | Marcatori | 62’ Koslov |

| Arbitro: | Jauch |

|  |           |             |
|  | Marcatori | 50’ Gambino |

| Lipsia 14 marzo 2004, ore 14:00 CET 22ª giornata | Sachsen Lipsia | 0 – 0 referto | Preußen Münster | Zentralstadion (12 233 spett.)\| Arbitro: \| Schempershauwe \| |
| Arbitro:                                         | Schempershauwe |               |                 |                                                                |

| Arbitro: | Koop |

|              |           |           |
| Nickenig 38’ | Marcatori | 42’ Kujat |

| Arbitro: | Kasper |

|                  |           |                      |
| Kujat 37’ (rig.) | Marcatori | 73’ Kuru 75’ Beckert |

| Arbitro: | Ittrich |

|                          |           |            |
| Knappmann 9’ Dabovic 37’ | Marcatori | 78’ Canale |

| Lipsia 11 aprile 2004, ore 14:00 CEST 26ª giornata | Sachsen Lipsia | 0 – 0 referto | Uerdingen 05 | Zentralstadion (6 543 spett.)\| Arbitro: \| Grudzinski \| |
| Arbitro:                                           | Grudzinski     |               |              |                                                           |

| Arbitro: | Hagen |

|                   |           |  |
| Mazingu-Dinzey 6’ | Marcatori |  |

| Arbitro: | Bornhorst |

|                          |           |                                           |
| Koslov 18’ Schönberg 90’ | Marcatori | 12’ Katriniok 43’ Teichmann 72’, 77’ Löbe |

| Arbitro: | Kuhl |

|           |           |           |
| Akbel 62’ | Marcatori | 1’ Koslov |

| Arbitro: | Kinhöfer |

|          |           |                                              |
| Ferl 64’ | Marcatori | 32’ (rig.), 51’ (rig.) Wagefeld 53’ Fröhlich |

| Arbitro: | Schriever |

|                                             |           |  |
| Kohout 25’, 85’ Ebersbach 31’ Gaißmayer 79’ | Marcatori |  |

| Arbitro: | Hagen |

|  |           |           |
|  | Marcatori | 53’ Baich |

| Arbitro: | Seemann |

|                                               |           |             |
| Breitenreiter 3’ Teixeira 33’ Tornieporth 54’ | Marcatori | 37’ Seifert |

| Arbitro: | Meyer |

|  |           |                 |
|  | Marcatori | 44’, 65’ Bilgin |

## Statistiche

### Statistiche di squadra
| Competizione      | Punti | In casa | In casa | In casa | In casa | In casa | In casa | In trasferta | In trasferta | In trasferta | In trasferta | In trasferta | In trasferta | Totale | Totale | Totale | Totale | Totale | Totale | DR  |
| Competizione      | Punti | G       | V       | N       | P       | Gf      | Gs      | G            | V            | N            | P            | Gf           | Gs           | G      | V      | N      | P      | Gf     | Gs     | DR  |
| ----------------- | ----- | ------- | ------- | ------- | ------- | ------- | ------- | ------------ | ------------ | ------------ | ------------ | ------------ | ------------ | ------ | ------ | ------ | ------ | ------ | ------ | --- |
| Regionalliga nord | 24    | 17      | 3       | 6       | 8       | 16      | 22      | 17           | 1            | 6            | 10           | 18           | 34           | 34     | 4      | 12     | 18     | 34     | 56     | -22 |
| Totale            | 24    | 17      | 3       | 6       | 8       | 16      | 22      | 17           | 1            | 6            | 10           | 18           | 34           | 34     | 4      | 12     | 18     | 34     | 56     | -22 |

### Andamento in campionato
| Giornata  | 1  | 2  | 3  | 4  | 5  | 6  | 7  | 8  | 9  | 10 | 11 | 12 | 13 | 14 | 15 | 16 | 17 | 18 | 19 | 20 | 21 | 22 | 23 | 24 | 25 | 26 | 27 | 28 | 29 | 30 | 31 | 32 | 33 | 34 |
| --------- | -- | -- | -- | -- | -- | -- | -- | -- | -- | -- | -- | -- | -- | -- | -- | -- | -- | -- | -- | -- | -- | -- | -- | -- | -- | -- | -- | -- | -- | -- | -- | -- | -- | -- |
| Luogo     | C  | T  | C  | T  | T  | C  | T  | C  | T  | C  | T  | C  | T  | C  | T  | C  | T  | T  | C  | T  | C  | C  | T  | C  | T  | C  | T  | C  | T  | C  | T  | C  | T  | C  |
| Risultato | P  | P  | P  | N  | P  | N  | P  | V  | P  | N  | V  | V  | P  | V  | N  | N  | P  | N  | N  | N  | P  | N  | N  | P  | P  | N  | P  | P  | N  | P  | P  | P  | P  | P  |
| Posizione | 17 | 17 | 17 | 17 | 17 | 17 | 17 | 15 | 17 | 15 | 15 | 14 | 16 | 13 | 15 | 14 | 15 | 15 | 14 | 16 | 16 | 16 | 16 | 16 | 17 | 17 | 17 | 17 | 17 | 17 | 17 | 17 | 17 | 17 |

Legenda:

Luogo: C = Casa; T = Trasferta. Risultato: V = Vittoria; N = Pareggio; P = Sconfitta.

### Statistiche dei giocatori
| D. Bach       | 26 | 1  | 5 | 0 |
| R. Baum       | 0  | 0  | 0 | 0 |
| D. Bergner    | 29 | 1  | 5 | 0 |
| G. Canale     | 12 | 1  | 3 | 0 |
| A. Civa       | 8  | 0  | 2 | 0 |
| H. Cramer     | 19 | 1  | 1 | 0 |
| M. Eckstein   | 10 | 0  | 0 | 1 |
| P. Falk       | 6  | 0  | 1 | 0 |
| D. Ferl       | 21 | 1  | 5 | 0 |
| T. Friedrich  | 19 | 0  | 6 | 0 |
| T. Geißler    | 17 | 5  | 2 | 0 |
| J. Grissmann  | 0  | 0  | 0 | 0 |
| N. Kanitz     | 29 | 1  | 3 | 0 |
| K. Kittler    | 16 | 0  | 2 | 2 |
| F. Korb       | 2  | 0  | 0 | 0 |
| D. Koslov     | 32 | 13 | 4 | 0 |
| M. Kraiczy    | 9  | 0  | 1 | 1 |
| R. Kujat      | 33 | 4  | 2 | 1 |
| D. Lippmann   | 0  | 0  | 0 | 0 |
| R. Müller     | 12 | 1  | 1 | 0 |
| P. Němec      | 22 | 0  | 1 | 0 |
| M. Neunaber   | 15 | 0  | 4 | 0 |
| J. Paeslack   | 0  | 0  | 0 | 0 |
| R. Radojičić  | 12 | 0  | 4 | 0 |
| M. Rechner    | 25 | 0  | 1 | 0 |
| M. Richter    | 8  | 0  | 1 | 0 |
| H. Schmidt    | 0  | 0  | 0 | 0 |
| P. Schönberg  | 22 | 1  | 6 | 0 |
| S. Seifert    | 4  | 1  | 0 | 0 |
| R. Stark      | 15 | 0  | 4 | 0 |
| R. Thielemann | 22 | 0  | 7 | 3 |
| M. Zimmermann | 23 | 3  | 4 | 0 |